# Trí thông minh vĩnh cửu của Dyson
Trí thông minh vĩnh cửu của Dyson (hay viễn cảnh Dyson) là ý tưởng do Freeman Dyson đưa ra, giả thuyết mô tả các sự sống thông minh có thể suy nghĩ "vĩnh viễn" như thế nào trong một vũ trụ mở.

## Ý tưởng
Đầu tiên, các sự sống thông minh sẽ lưu trữ một lượng năng lượng hữu hạn. Họ dùng một nửa (hay một phần) của năng lượng này cho việc suy nghĩ. Khi gradien năng lượng tạo ra do việc sử dụng phần năng lượng này đã kết thúc, sự sống sẽ đi vào trạng thái ngủ đông đến khi vũ trụ trở nên lạnh hơn. Khi vũ trụ đã đủ lạnh, một nửa của phần năng lượng còn lại (một phần tư năng lượng ban đầu) sẽ được sử dụng tiếp để duy trì suy nghĩ của sự sống. Thế giới cứ tiếp tục như vậy, mức năng lượng càng lúc càng nhỏ tiếp tục duy trì sự sống. Khi vũ trụ lạnh hơn, các suy nghĩ càng lúc càng chậm lại, nhưng không bao giờ kết thúc. 

## Phản biện
Chúng ta mới đang xét tới trí thông minh trong các dạng năng lượng đã biết mà chưa xét tới chí thông minh của một dạng năng lượng ẩn (hay năng lượng đen). Gradien ở đây có nghĩ là "tính trạng" năng lượng tối thiểu để duy trì sự sống, nghĩa là trong điều kiện bình thường mức năng lượng phải được duy trì một cách bị động thông qua môi trường bên ngoài mà không do con người quyết định. Nhưng những tiến bộ khoa học gần đây cho thấy con người có thể tự quyết định sự sống của mình, nghĩa là chúng ta hoàn toàn có khả năng tự kiểm soát năng lượng tới đích để duy trì sự sống của bản thân và đồng loại chứ không nhờ vào một "tính trạng" năng lượng bên ngoài như Dyson đã nói.